# 小笠原関係戸籍事務所
小笠原関係戸籍事務所（おがさわらかんけいこせきじむしょ）は、米軍占領下の小笠原諸島の戸籍事務を管掌した日本の法務府（現在の法務省）東京法務局の出張所である。

## 概要
1952年（昭和27年）4月28日のサンフランシスコ講和条約発効に伴い、戸籍事務を扱っていた「小笠原島各村役場事務取扱所」が廃止されたため、小笠原諸島に本籍を有する者の戸籍事務を管掌させるため、同日設置された。
1965年（昭和40年）からは、当時千代田区丸の内にあった東京都庁内に移転した。復帰直前の1968年（昭和43年）4月4日に、小笠原諸島在住の欧米系住民の22年間にわたる身分関係記録がアメリカ合衆国大使館を通じて送付され、戸籍簿に転記された。
復帰後も、小笠原村の役場機構が未整備であったため存続し続けた。1979年（昭和54年）に初の村長選挙が行われ、公選の村長が就任したことで、戸籍事務を機関委任する必要が出たため、同年6月1日をもって廃止された。